# Henry Janlet
Pour les autres membres de la famille, voir Famille Janlet (Bruxelles).
Henry Janlet, né à Bruxelles en 1857 et décédé à Uccle en 1935, est un artiste peintre belge.

## Biographie
Il forma son talent à l'Académie royale des beaux-arts de Bruxelles auprès des maîtres Joseph van Severdonck, Artan et Franz Courtens.
Peintre paysagiste, il mit principalement sur la toile des vues de Flandre ou de la Hollande. Les critiques apprécient l'émotion qu'il parvient à transmettre à son œuvre.
Mais il n'était pas que peintre. Doué d'une belle voix il pratiqua en amateur le chant lyrique et ne dédaignait pas faire connaître son talent à l'occasion de fêtes charitables.

## Œuvres

### Peintures
- s.d. : Bateaux près de Dordrecht, hst, Sbd, dim ; 26 x 32cm (vente Deburaux, Barbizon, le 3 juin 2007, lot n°197, p.91 du catalogue L'école de Barbizon)

## Distinction
- Chevalier de l'ordre de Léopold (14 avril 1920)[1].